# Anthony Busuttil
Anthony „Tony“ Busuttil (* 30. Dezember 1945 in Rabat, Malta) ist ein englischer Pathologe maltesischer Herkunft, ehemaliger Regius Professor of Forensic Medicine an der University of Edinburgh. Größere Bekanntheit erlangte Busuttil als der Leiter der Pathologen und Forensiker, die die Opfer des Lockerbie-Anschlags am 21. Dezember 1988 identifizierten.

## Leben
Geboren und aufgewachsen auf Malta besuchte Busuttil die Royal University of Malta und schloss 1967 ab. Sein Praktikum absolvierte Busuttil am St Luke’s Hospital von 1967 bis 69 auf Malta. Ab 1969 bis 1971 absolvierte er seine Residentship an der Western Infirmary in Glasgow. Ebenfalls 1969 nahm er eine Dozentenstelle an der Universität Glasgow an, die er bis 1977 hielt.
Von 1996 bis 2004 leitete Busuttil als Chefredakteur der Proceedings die Veröffentlichungen des Royal College of Physicians of Edinburgh. Während dieser Zeit wurde die Aufmachung des Blatts modernisiert und aktualisiert. 2005 zog sich Busuttil von der Professur zurück und wurde emeritiert.
Neben seiner Lehrtätigkeit arbeitete Busuttil als forensischer Pathologe für die Lothian and Borders Police. Er arbeitete an verschiedenen prominenten Fällen, neben dem oben genannten Anschlag von Lockerbie auch am Dunblane Primary School Massacre.
2005 trat Busuttil in der englischen Fernsehserie „Unsolved“, Staffel 2, Folge 13 Helen Puttock/Bible John und 2010 in der englischen Fernsehserie „Real Crime“ in der Folge Tobin: Portrait of a Serial Killer auf.

## Auszeichnungen
1999 Busuttil wurde zum Officer des Order of the British Empire ernannt. Er ist Fellow der Royal Society, des Royal Colleges of Physicians of Edinburgh, des Royal College of Pathologists, des Royal College of Physicians and Surgeons of Glasgow, des Royal College of Surgeons of Edinburgh und wurde mit dem Order of Merit ausgezeichnet.

## Schriften

### Bücher
- 1996, Suspicious Death-Scene Investigation, (mit Peter Savvas Vanezis)
- 2002, Forensic medicine : clinical and pathological aspects (mit Jason Payne-James und William Smock)
- 2008, Paediatric forensic medicine and pathology (mit Jean W. Keeling)

### Artikel
- 2003, Risk factors for cot death increase danger from infection (mit C. Caroline Blackwell und Donald M. Weir), in British Medical Journal 25. Januar 2003;
- 2004, Patterns of presentation of the shaken baby syndrome - Four types of inflicted brain injury predominate; British Medical Journal vom 27. März 2004; 328(7442): 766.; doi:10.1136/bmj.328.7442.766 (mit Robert A Minns)